# Francisco de Herrera el Viejo

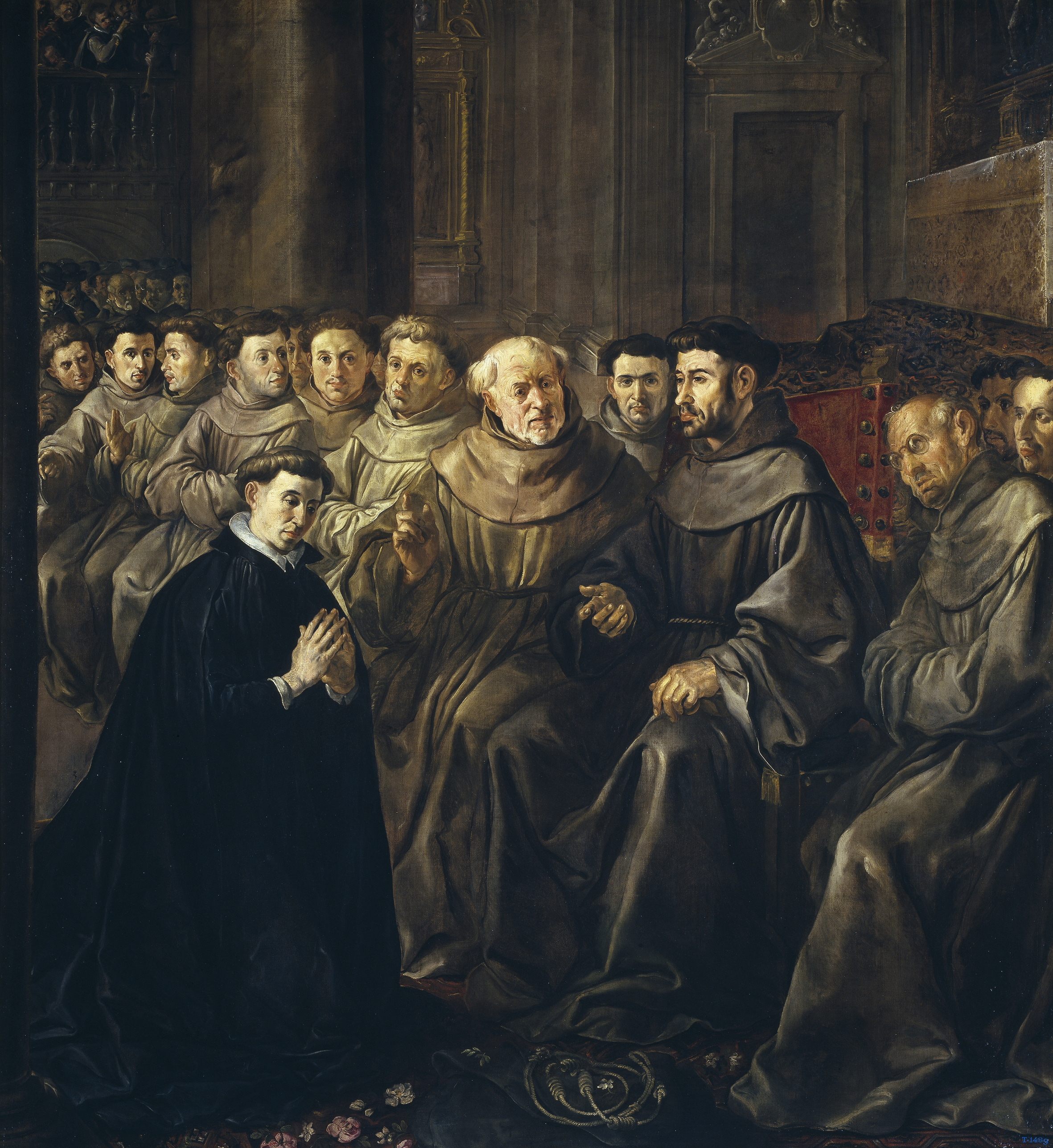
San Buenaventura recibe el hábito de San Francisco (1628). Museo del Prado.

Francisco Herrera, el Viejo (Sevilla; h. 1590-Madrid; h. 1654) fue un  pintor y grabador español del Siglo de Oro.
Discípulo de Francisco Pacheco, realizó sus primeros trabajos como pintor a los 20 años. En 1616 recibió un importante encargo para el Convento de San Francisco de Sevilla sin haber superado el examen de pintor, por lo que algunos de sus colegas entablan pleito contra él. En 1619 supera dicha prueba. En 1650 se trasladó a Madrid, ciudad en la que muere algunos años después. En su obra se aprecia la influencia de otros pintores como Juan de Roelas, Francisco de Zurbarán y Velázquez. Fue padre de otro gran pintor y arquitecto, Francisco de Herrera el Mozo.

## Obra

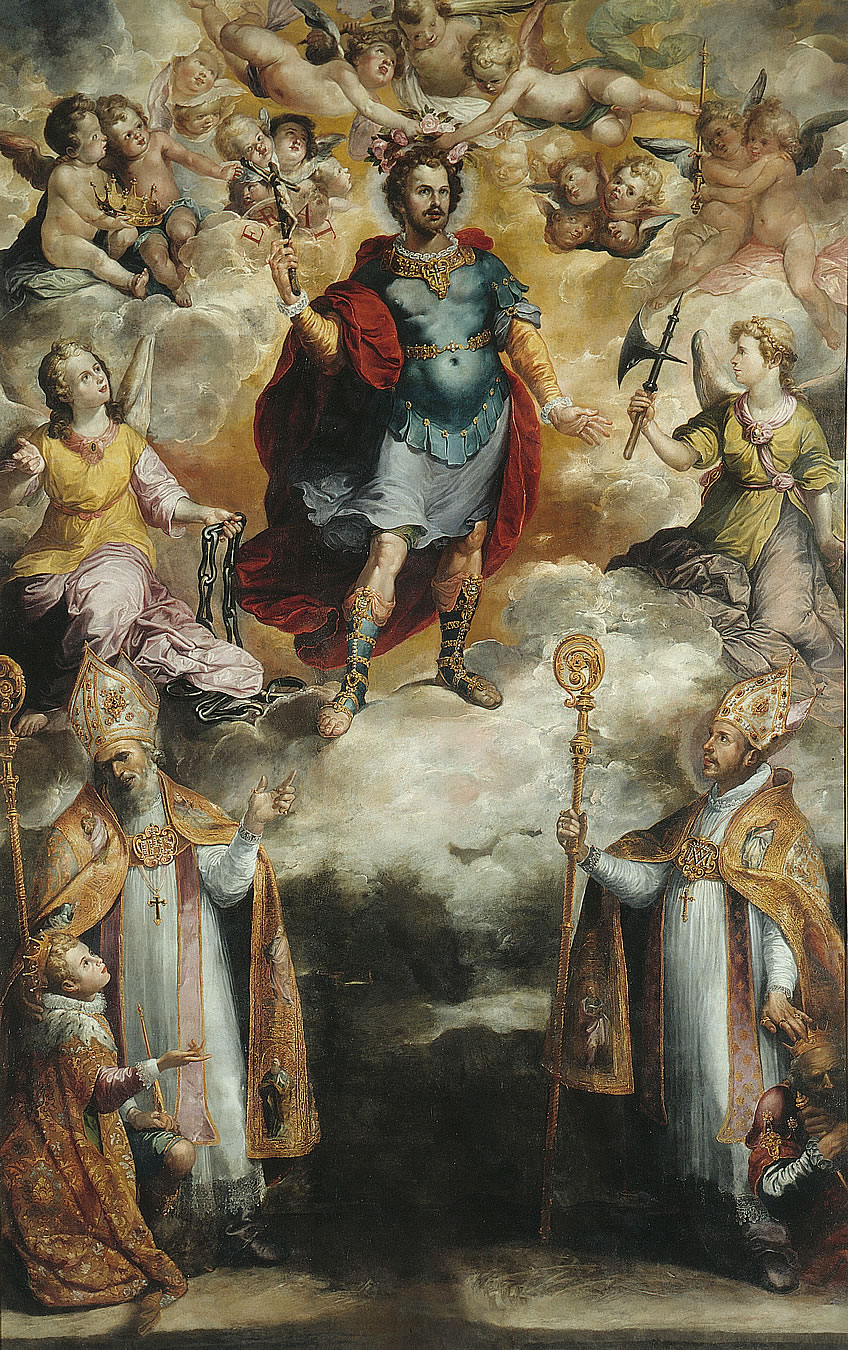
La Apoteosis de San Hermenegildo (c. 1620 – 1624). Museo de Bellas Artes de Sevilla.

Hacia 1610, dibuja la portada de un libro con la figura de San Ignacio de Loyola; en 1617 pinta Pentecostés, que conserva el Museo del Greco de Toledo; de este año también data un San Lorenzo en la Iglesia de La Merced (Catedral de Huelva). 
Hacia 1620 realiza su Apoteosis de San Hermenegildo, que se conserva en el Museo de Bellas Artes de Sevilla, donde también se pueden contemplar nueve de los dieciocho óleos que componían el gran retablo de San Basilio, realizado entre los años 1638 y 1639. Una de las pinturas de dicho retablo "San Basilio dictando su doctrina" se encuentra en el Museo del Louvre, el resto se encuentran en paradero desconocido. Otras obras del artista que se conservan en Sevilla son una Inmaculada fechada en 1614 en el Palacio Arzobispal de Sevilla, y otra en la fachada de la Catedral de Sevilla, además del retablo de la Natividad del Convento de San José del Carmen (las Teresas).
En 1626, comienza la serie que en unión de Zurbarán trabaja para la Iglesia del Colegio de San Buenaventura, en Sevilla, donde pinta San Buenaventura recibe el hábito franciscano, que se conserva en el Museo del Prado; Santa Catalina y la familia de San Buenaventura, en la Universidad Bob Jones de Grenville (Estados Unidos), y San Buenaventura Niño, presentado a San Francisco y la Comunión de San Buenaventura, ambos de 1628, en la colección Carvalho de Villandry o en el Museo del Louvre.
Además se pueden señalar un San Diego (colección particular, Madrid, 1627), una estampa representando a la Santísima Trinidad con los retratos del rey Felipe IV y su esposa, otro del Conde-Duque de Olivares y su esposa; en 1628, un  gran cuadro representando el Juicio Final, conservado en la parroquia de San Bernardo, en Sevilla; en 1635, el Bebedor, Worcester Art Museum; en 1626, Job, en el Museo de Bellas Artes de Ruan; un año más tarde La Parentela de Jesús, en el Museo de Bellas Artes de Bilbao. 
En 1639 pinta diversas obras con figuras de Apóstoles (Galería Uffizi de Florencia, Museo del Prado y en la Real Academia de Bellas Artes de San Fernando de Madrid). En 1643, San José con el Niño (Museo de Bellas Artes de Budapest); 1647, Milagro del Pan y de los Peces (Palacio Arzobispal, Madrid); 1648, San José con el Niño (Museo Lázaro Galdiano, Madrid);  en 1650, Ciego tocando la zampoña (Museo de Historia del Arte de Viena).

## Estilo
Se considera, junto con Roelas, un pintor de transición desde el Manierismo hasta el Barroco. Roelas era mayor que él y esto condicionó que su obra se viera influida por el estilo del primero. Ambos fueron preparando el terreno para la introducción plena del Tenebrismo, cuando José Ribera comenzó a enviar sus cuadros masivamente a través del puerto sevillano. Herrera tenía un estilo vigoroso y dinámico, muy atrevido para el tono general del panorama artístico de Sevilla. Tal vez fuera esto lo que mejor enlazó con el dramatismo intenso que rezumaba la obra de la corriente caravaggesca. Trabajó en Sevilla hasta 1638, año en el cual se trasladó a Madrid, donde conoció a Diego Velázquez. Es posible incluso que este, también de origen sevillano, hubiera sido durante un brevísimo período discípulo de Herrera, según nos cuenta en sus Vidas el historiador Antonio Palomino.

## Testimonios de viajeros
Durante la Expedición Real en 1837, el militar carlista Félix Lichnowsky estuvo en Villar de los Navarros y recuerda que aquí vio una «Coronación de la Virgen, por Herrera padre».